# Distrito de Ulcumayo

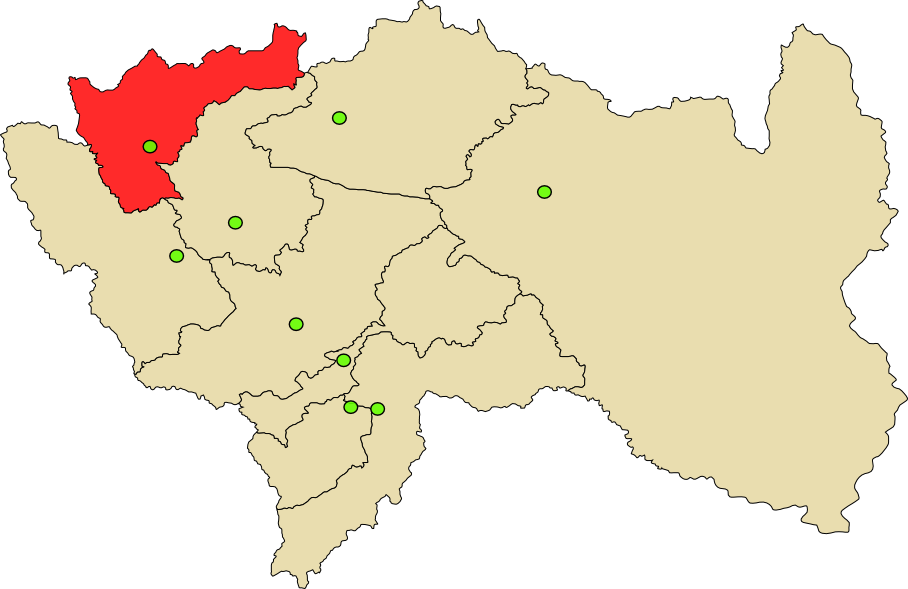
Provincia de Junín en el Departamento de Junín

El Distrito de Ulcumayo es uno de los cuatro distritos que conforman la Provincia de Junín, ubicada en el Departamento de Junín,  bajo la administración del Gobierno regional de Junín, en la zona central del Perú. 
Dentro de la división eclesiástica de la Iglesia Católica del Perú, pertenece a la Diócesis de Tarma

## Toponimia
1. Ulcumayo deriva de dos voces quechua: urqu : macho y mayu: río. Urqu > ulqu > ulku > ulcu.
2. la segunda posibilidad de urqu = cerro y mayu= río

## Historia
El distrito de Ulcumayo fue creado mediante Ley n.º 5516 del 26 de octubre de 1926, en el gobierno del Presidente Augusto Leguía.

## Geografía
El distrito tiene una superficie de 1002,13 km² y está ubicado en la Sierra central del Perú a 3600 m s. n. m., a una distancia de 300 km de la capital departamental y a 63 km de la provincial.
Cuenta con una población de 9 434 habitantes. Es productor de papa por excelencia en la zona central del país; económicamente el 80 % de la población está dedicada a la agricultura y el 20 % a la ganadería.
- Distritos que Limitan con Ulcumayo

Norte: Carhuamayo
Noroeste: Carhuamayo
Noreste: Paucartambo
Sur: Junin
Suroeste: Junin
Sureste: San Pedro de Cajas
Oeste: Paucartambo
Este: Carhuamayo

## División administrativa

### Centros poblados
- Urbanos
  - Ulcumayo, con 1 022 hab.
  - Yapac Marca, con 171 hab.
  - Quilcatacta, con 538 hab.
  - Shogue con 1270 hab
- Rurales
  - Chogoto, con 182 hab.
  - Huancash, con 209 hab.
  - Piscurruray, con 167 hab.
  - Rosario de Apan, con 352 hab.
  - San Antonio de Chucuhuaín, con 152 hab.
  - San Miguel de Puyay, con 246 hab.
  - Santa Rosa de Llaupi, con 296 hab.

```
 Caserios
```

- Yuraj Ojsha = Paja Blanca, Anturque, Cañap, pancha, Chogoto, Chucuhuain, Chupan, Cuchu, Huancash, Huanchuyru, Jachahuanca,Jancahuashian, La Florida, Libertad, Magamaganga, Milpo, Minon, Muriucro, Pampa Seca, Pampallacta, Pancha Grande, Piltay, Quilcatacta, Quipacancha, Quishuar Pancha, Raimondi, Ranramarca, Santa de Raraucancha, Rayannioc, Rosario de Apan, Rumichaca, San José, San Juan de Shalacancha, San Miguel de Carapacho, San Miguel de Puyai, San Miguel Rumichaca, Santa Ana de Piscurruray, Shacpan, Shatun, Shogue, Tama, Tambopata, Tambos, Tayapampa, Tingo, Ucuran, Ullupan, Villac, Yanañahui, Yanac, Yapacmarca, Yungul, Zapato Cocha.

## Autoridades

### Municipales
- 2023 - 2026
  - Alcalde: Licenciado Hoover Vásquez Arredondo.
- 2019 - 2022
  - Alcalde: Ing. David Vargas.
- 2015 - 2018[2]
  - Alcalde: Duel Paul Cóndor Baylón, Movimiento Junín Sostenible con su Gente (JSG).
  - Regidores: Odón Ramón Porras Chávez (JSG), Elisabeth Rosmeri Raza Huamán (JSG), Luz María Paita Chávez (JSG), Luis Ángel Casimir Casachagua (JSG), Edzon Ureta Huanuqueño (Perú Libre)
- 2011 - 2014[3]
  - Alcalde: Rolando German Churampi Chávez, Partido Acción Popular (AP).
  - Regidores: Claudio Cóndor Cabanillas (AP), Hugo Jaime Porras Casaico (AP), Linda Alcira Panduro Anco (AP), Silvestre Teodoro Cirineo Ventocilla (AP), Fernando Arredondo Collana (Junín Sostenible).
- 2007 - 2010
  - Alcalde: Edson Fernando Huamalí Paita.

### Policiales
- Comisario: TNTE PNP Reynaldo Mario Solorzano Ccarhuas.
- Dirección: Avenida 6 de Agosto S/N, Ulcumayo, Perú
- Teléfono: 064302001

### Religiosas
- Diócesis de Tarma[4]
  - Obispo: Mons. Richard Daniel Alarcón Urrutia (2001-2014).
  - Administrador Diocesano de Tarma: Pbro. Felipe Ochante Lozano, OFM
- Parroquia: San Miguel Arcángel Ulcumayo
  - Párroco: Preb.  .

### Deportistas Ulcumainos de Nivel Internacional
- Raul Cesar Machacuay Huaman - Fondista Ulcumaino donde inicio su carrera corriendo en la Gran Maraton Circuito de Rio Macho de su Distrito de Ulcumayo; luego comenzó a participar en campeonatos nacionales, luego sudamericanos, panamericanos, bolivarianos, mundial, hasta llegar a las olimpiadas de Río 2016 (medallero de grandes competiciones).
- Gobin Condor Ureta - Fondista Ulcumaino donde inicio su carrera corriendo en la Gran Maraton Circuito de Rio Macho de su Distrito de Ulcumayo; medallero en competiciones nacionales e internacionales.
- Ulises Ureta Puris - Árbitro Ulcumaino FIFA representando al país en competiciones nacionales e internacionales.

## Educación

### Instituciones educativas
SECUNDARIA
- I.E. “Agropecuario 114” - Ulcumayo
- I.E. Andres Bello Lopez - Quilcatacta
- I.E. Héroes del Cenepa - Llaupi
- I.E. Albert Einstein - Rosario de Apan
- I.E. Miguel de Cervantes Saavedra Tambos
- I.E. Juan Velasco Alvarado - Santa Rosa de Tama
- CPED - Jachahuanca - Jachahuanca
- CPED - Puyay - San Miguel De Puyai

PRIMARIA
- I.E. Tupac Amaru 30579 - Ulcumayo
- I.E. Jose Carlos Mariategui 30578 - Ulcumayo
- I.E. Ricardo Palma 30580 - Quilcatacta
- I.E. Jose Olaya Balandra 30620 - Llaupi
- I.E. Julio Cesar Tello 31249 - Rosario de Apan
- I.E. Escuela 31226 - Tambopata
- I.E. Marical Castilla 30610 - Tambos
- I.E. Escuela 30598 - San Miguel de Puyai

## Festividades
- Mayo: Fiesta de las Cruces
- Octubre: San Miguel de Arcángel y Nuestra Señora del Rosario

- Días Festivos del Distrito - Danza Guerrera de Ulcumayo - Huanca Danza